# Соходол (Брашов)
Соходол (рум. Sohodol) насеље је у Румунији у округу Брашов у општини Бран. Oпштина се налази на надморској висини од 752 m.

## Становништво
Према подацима из 2002. године у насељу је живело 1697 становника, од којих су сви румунске националности.